# Dilar tibetanus
Dilar tibetanus är en insektsart som beskrevs av C.-k. Yang 1987. Dilar tibetanus ingår i släktet Dilar och familjen Dilaridae. Inga underarter finns listade i Catalogue of Life.